# Saint-Sardos (Tarn-et-Garonne)
Saint-Sardos település Franciaországban, Tarn-et-Garonne megyében. Lakosainak száma 1135 fő (2022. január 1.). Saint-Sardos Montaïn, Comberouger, Belbèze-en-Lomagne, Larrazet, Bourret, Mas-Grenier, Verdun-sur-Garonne, Bouillac és Vigueron községekkel határos.

## Népesség
A település népessége az elmúlt években az alábbi módon változott:
| Lakosok száma | 963  | 1098 | 1135 | 1143 | 1150 | 1155 | 1166 | 1151 | 1135 |
|               | 2013 | 2015 | 2016 | 2017 | 2018 | 2019 | 2020 | 2021 | 2022 |